# Johann Caspar Bluntschli
Johann Caspar Bluntschli (ur. 7 marca 1808 w Zurychu, zm. 21 października 1881 w Karlsruhe) – szwajcarski prawnik i polityk, wykładowca uniwersytetów w Zurychu, Monachium oraz Heidelbergu.

## Życiorys
Studiował w Zurychu, Berlinie i Bonn. W 1829 roku obronił rozprawę doktorską poświęconą prawu rzymskiemu. Po pobycie w Paryżu powrócił do Zurychu i podjął pracę w sądownictwie. Od 1833 prowadził wykłady na uniwersytetach w Zurychu, Monachium oraz Heidelbergu. Był jednym z założycieli towarzystwa "Institut de Droit international" w Genewie. Udzielał się społecznie. Zajmował się legislacją, prawem konstytucyjnym i międzynarodowym. Od 1875 był członkiem zagranicznym Królewskiej Holenderskiej Akademii Sztuk i Nauk.